# گناهکار به اندازه گناه
گناهکار به اندازه گناه (انگلیسی: Guilty as Sin) فیلمی در ژانر و به کارگردانی سیدنی لومت است که در سال ۱۹۹۳ منتشر شد.

## خلاصه فیلم
یک وکیل زن وکالت مردی که متهم به قتل همسرش است را به عهده می‌گیرد، اما پس از مدتی از نظر اخلاقی مجبور به خیانت به او می‌شود و …